# Katzenausstellung
Auf einer Katzenausstellung werden Rassekatzen von Züchtern und Haltern präsentiert, und nach einer Bewertung durch eine fachkundige Jury prämiert. Katzenausstellungen werden nicht nur von den Ausstellern (Katzenzüchtern) besucht, sondern auch von Katzenliebhabern, die die große Vielfalt von Katzenrassen schätzen, die man dort sehen kann. Veranstalter von Katzenausstellungen sind meist Vereine für Katzenzucht. Die Ausstellungen werden in extra dafür angemieteten Hallen veranstaltet.

## Geschichte
Katzenausstellungen gibt es seit mehr als 100 Jahren. Die erste landesweite Katzenausstellung fand im März 1881 im Bunnell's Museum in New York City statt. Dabei wurden 140 Katzen ausgestellt. Es hatte davor schon einige kleinere Shows in New England gegeben, die etwa bis 1870 zurückverfolgt werden können, aber die Ausstellung von 1881 war die erste nach Art der „Grand-Palace-Shows“, wie sie in London berühmt waren.

## Auszeichnungen und Titel

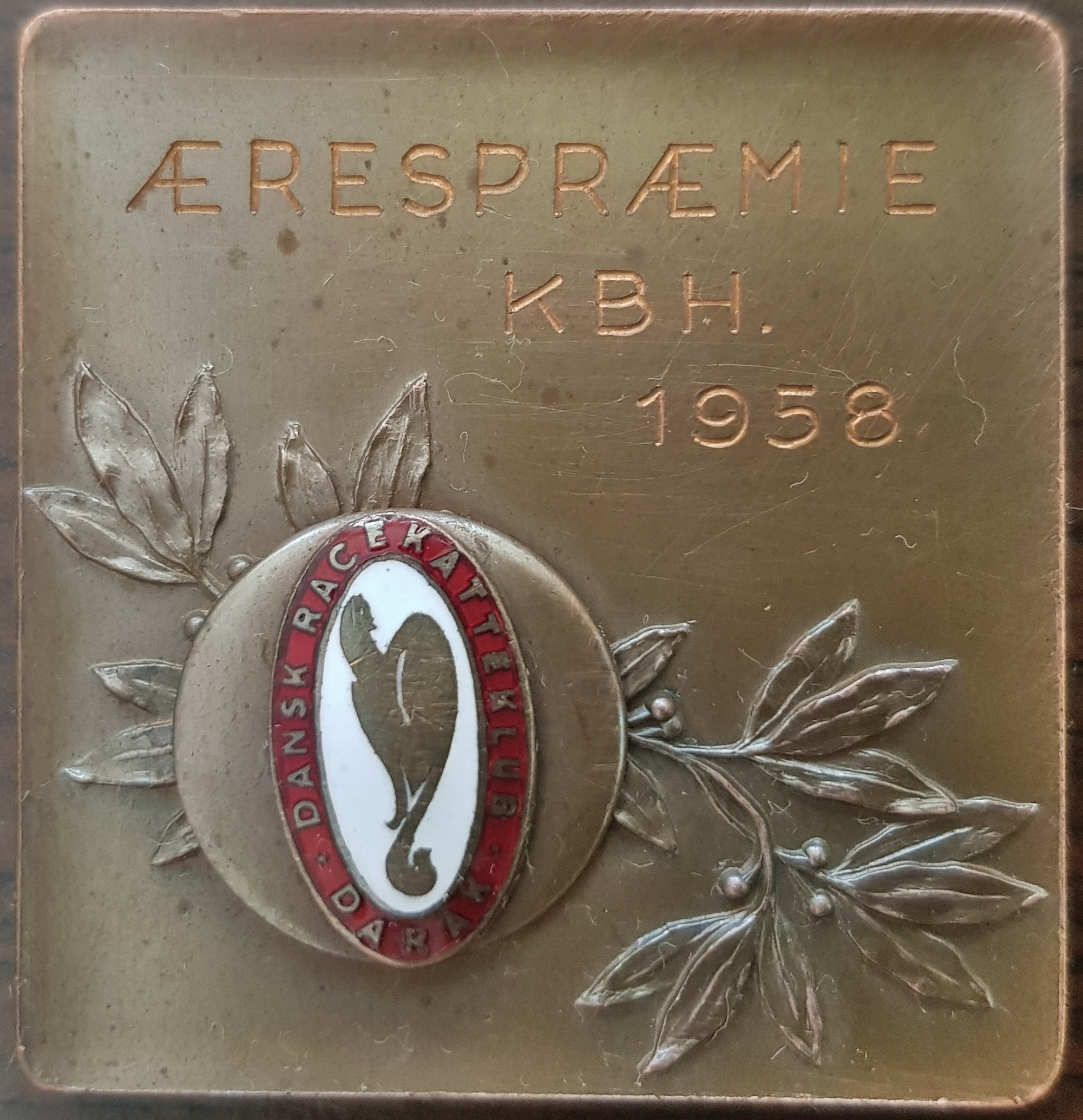
Preis der dänischen Rassekatzenausstellung 1958.

In Deutschland werden im Gegensatz zu manchen anderen Ländern keine Geldpreise für die Sieger vergeben. Die Auszeichnungen dienen lediglich zur Bewertung der Katze nach dem Rassestandard. Zunächst kämpfen die Katzen um ihre Titelanwartschaften, im Fachjargon Punkte genannt. Die Sprache der Auszeichnungen und Titel ist französisch, da der internationale Dachverband Fédération Internationale Féline 1949 in Frankreich als Zusammenschluss der französischen, belgischen und italienischen Rassezüchterverbände gegründet wurde.
- CAC – Die erste Auszeichnung, die eine Katze erringen kann, ist das CAC (Certificat d´Apitude de Championnat). CAC bedeutet so viel wie „Anwärter auf einen Titel“. Katzen, die dreimal mit dem CAC ausgezeichnet wurden, bekommen den Titel Champion. Dabei müssen die CAC-Punkte von drei Richtern vergeben werden.
- CACIB – Der nächste zu erreichende Titel ist das CACIB (Certificat d´Apitude de Championat International de Beauté), eine Anwärterschaft auf einen internationalen Titel. Ist eine Katze dreimal mit dem CACIB ausgezeichnet worden, bekommt sie den Titel Internationaler Champion (Champion International). Auch hier müssen die Punkte mindestens von zwei Richtern aus anderen Ländern vergeben werden.
- CAGCI – Internationale Champions messen sich in der Klasse CAGCI(B) und kämpfen um den Titel Großer Internationaler Champion (Certificat d´Apitude  Grande de Championat International  de Beauté). Die Anforderungen an diesen und alle weiteren höheren Titel sind von Verein zu Verein unterschiedlich. Je nach Verein sind 3 bis 6 Anwartschaften nötig, von denen eine festgelegte Anzahl im Ausland errungen worden sein müssen. Manche Vereine erkennen auch anstelle einer Auslandsanwartschaft je 3 Inlandsanwartschaften an.
- CACE – (Certificat d´Apitude de Championat Europe d'Europe)- Kampf um den Titel Europachampion
- GCACE – (Grande Cerfificat d´apitude  au Championnat d´Europa)- Kampf um den Titel Großer Europachampion
- CACM – (Certificat d´aplitude au Championat Mondial)- Kampf um den Titel Weltchampion, mindestens eine der  Titelanwartschaften muss auf einem anderen Kontinent erworben worden sein

## Grundlage der Bewertung

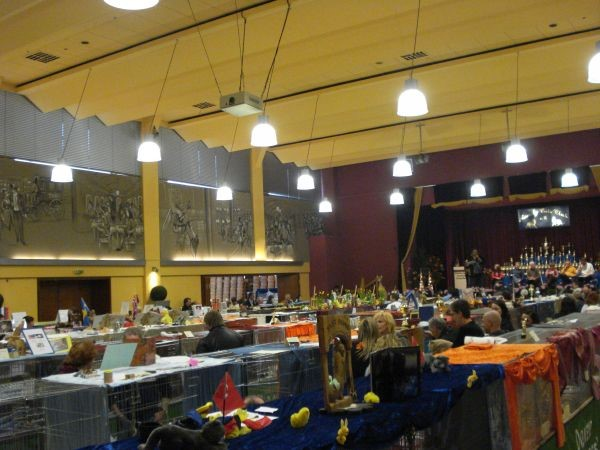
Übersicht über eine Katzenausstellung

Grundlage der Bewertung ist der Rassestandard. Durch die genaue Bewertung eines dafür qualifizierten Richters bekommt der Aussteller ein genaues Bild davon, inwieweit seine Katze diesem Standard entspricht – je höher die Punktzahl und der Titel, desto näher kommt die Katze dem im Rassestandard beschriebenem Ideal. Diese Bewertungen sind für den Züchter ein wesentliches Kriterium zur Einschätzung des züchterischen Wertes seiner Katze.

## Typischer Ablauf einer Katzenausstellung
Für die Aussteller beginnt eine Katzenausstellung in den frühen Morgenstunden. Alle auszustellenden Katzen werden am Eingang durch einen Tierarzt kontrolliert, denn nur gesunde Katzen dürfen ausgestellt werden. Später (meist ab 9 Uhr) ist die Veranstaltung dann für Besucher geöffnet.
Zum gleichen Zeitpunkt fangen die Richter meistens mit dem Bewerten der Katzen an, dem sogenannten Richten.
Jede Katze muss mindestens einmal bei einem Richter gewesen sein, der auch für die entsprechende Rasse ausgebildet ist, um ihre Wertung zu bekommen. Jeder Richter darf eine Katze der jeweiligen Kategorie für die Best in Show nominieren. Das Richten der Katzen dauert bis ca. 14–15 Uhr. Daraufhin beginnt die Auswertung der Ergebnisse die Bühnenshow wird vorbereitet. Bei der sogenannten Bühnenshow werden dann die besten Katzen ihrer Rasse und Farbe (Best in Variety) prämiert und es werden die Tagessieger in den entsprechenden Kategorien ermittelt.
Die Katzenrassen werden dabei in der Regel in folgende 3 Kategorien eingeteilt:
- Kurzhaarkatzen
- Halblanghaarkatzen (Semilanghaar)
- Langhaarkatzen

Sind sehr viele Katzen einer Rasse oder Rassengruppe gemeldet, können die Kategorien geteilt werden. z. B. ist es möglich die Kurzhaarkatzen in Britisch Kurzhaar und andere Kurzhaar zu unterteilen. Häufig werden auch die sogen. Waldkatzenrassen in einer eigenen Kategorie getrennt von den übrigen Halblanghaarkatzen gerichtet.
Es gibt zwei verschiedene Wege um die Gewinner der einzelnen Klassen zu ermitteln.
- Das öffentliche Richten

Dabei werden alle nominierten Katzen der entsprechenden Klasse auf die Bühne gerufen und die Richter küren vor Publikum den Sieger der jeweiligen Klasse.
- Das nicht öffentliche Richten

Hier werden die nominierten Katzen noch einmal unter Ausschluss der Öffentlichkeit bewertet und der Klassensieger dann auf der Bühne präsentiert.
Jeder Sieger einer entsprechenden Klasse bekommt die Auszeichnung Best in Show.
Aus den Siegern dieser Auswahl werden dann die Best of Best Sieger ermittelt und aus diesen dann schließlich der absolute Tagessieger Best over all.
Bei den meisten Katzenausstellungen werden noch sogenannte Sondershows veranstaltet, beispielsweise für eine bestimmte Rasse oder rasseübergreifend für eine bestimmte Farbe.
Auf manchen Ausstellungen wird zusätzlich die Teilnahme am sogenannten Ringrichten angeboten.
Beim Ringrichten werden die Katzen nicht einzeln beim Richter vorgestellt, sondern in der Gruppe von einem Richter bewertet der alle Klassen richten darf. Man unterscheidet hierbei noch in 3 verschiedene Ringe:
- Potente erwachsene Katzen
- Kastraten
- Jungtiere

Im Gegensatz zum normalen Richten, das nicht öffentlich ist, erklärt der Richter beim Ringrichten dem Publikum Stärken und Schwächen der jeweiligen Katze.

## Rechte, Pflichten und Verhalten auf Katzenausstellungen
Die Gesundheit der einzelnen Tiere ist die Grundvoraussetzung für die Teilnahme an einer Katzenausstellung. Katzenausstellungen werden immer vom zuständigen Veterinäramt überwacht und eine tierärztliche Kontrolle beim Einlass ist Pflicht.
Dies dient der Vorbeugung gegen Tollwut und natürlich auch der Ausbreitung von sonstigen Krankheiten.
Folgende Dinge sind Pflicht:
- Impfungen gegen Katzenseuche, Katzenschnupfen und Tollwut

Die Impfungen müssen mindestens 4 Wochen alt sein. Wie alt die Impfung maximal sein darf, bestimmt die entsprechende Eintragung im Impfpass. Je nach Impfstoff können das 1–3 Jahre sein.
Bei Kitten muss, wenn die Impfung noch keine 4 Wochen alt ist, ein aktuelles Gesundheitszeugnis des zuständigen Amtstierarztes vorgelegt werden, welches nicht älter als 10 Tage sein darf.
- Die Katze muss absolut frei von Ungeziefer (Flöhe, Milben usw.) sein.
- Trächtige und rollige Katzen dürfen nicht mit auf eine Ausstellung.
- Bei Rassekatzen ist natürlich noch ein gültiger Stammbaum Pflicht.

Um die Tiere außerdem vor Infektionen zu schützen, ist es verpönt, wenn man versucht die Katzen in den Käfigen anzufassen oder zu streicheln.

## Titel – Übersicht
Folgende Titel bzw. Kategorien gibt es (Auswahl):
- GR. Europa Champion (bzw. GR. Continental Champion): Diese Katzen werden ausgestellt, um den Titel „World-Champion“ zu erhalten. Sie benötigen dazu 3 internationale Punkte der WCF, in 3 Ländern unter 3 Richtern, wovon ein Land in einem anderen Kontinent liegen muss, um das CACM zu erhalten.
- GR. Europa Premior (bzw. GR. Continental Premior): Diese Katzen werden ausgestellt, um den Titel „World-Premior“ zu erhalten. Sie benötigen dazu 3 internationale Punkte der WCF, in 3 Ländern von 3 Richtern, wovon ein Land in einem anderen Kontinent liegen muss, um das CAPM zu erhalten.
- Europa Champion (bzw. Continental Champion): Diese Katzen werden ausgestellt, um den Titel „Grand-Europa-Champion“ bzw. „Gr.Continental-Champion“ zu erhalten. Sie benötigen dazu 3 internationale Punkte in 3 Ländern von 3 Richtern, um das GCACE zu erhalten.
- Europa Premior (bzw. Continental Premior): Diese Katzen werden ausgestellt, um den Titel "Grand-Europa-Premior bzw. "Gr.Continental-Premior" zu erhalten. Sie benötigen dazu 3 internationale Punkte in 3 Ländern von 3 Richtern, umvdas GCAPE zu erhalten.
- Grand Int. Champion: Diese Katzen werden ausgestellt, um den Titel „Europa-Champion“ zu erhalten. Dazu benötigen sie entweder 9 internationale Punkte in 3 Ländern von 3 Richtern oder 11 internationale Punkte in 2 Ländern von 6 Richtern, um das CACE zu erhalten.
- Grand Int. Premior: Diese Katzen werden ausgestellt, um den Titel „Europa-Premior“ zu erhalten. Dazu benötigen sie 3 internationale Punkte in 3 Ländern von 3 Richtern, um das CAPE zu erhalten.
- Int. Champion: Diese Katzen werden ausgestellt, um den Titel „Grand Int. Champion“ zu erhalten. Dazu benötigen sie entweder 6 internationale Punkte, in 3 Ländern von 3 Richtern oder 8 internationale Punkte in 2 Ländern von 4 Richtern um das CAGCIB zu erhalten.CAGCIB
- Int. Premior: Diese Katzen werden ausgestellt, um den Titel „Grand Int. Premior“ zu erhalten. Dazu benötigen sie 3 internationale Punkte, in 2 Ländern von 3 Richtern um das CAGPIB zu erhalten. CAGPIB
- Champion-Klasse: Diese Katzen werden ausgestellt, um den Titel „Int. Champion“ zu erhalten. Dazu benötigen sie 3 internationale Punkte, in 2 Ländern von 3  Richtern um das CACIB zu erhalten.CACIB
- Premior-Klasse: Diese Katzen werden ausgestellt, um den Titel „Int. Premior“ zu erhalten. Dazu benötigen sie 3 internationale Punkte, in 2 Ländern von 3  Richtern um das CAPIB zu erhalten. CAPIB
- Offene Klasse ab 10 Monate: Diese Katzen werden ausgestellt, um den Titel „Champion“ zu erhalten. Dazu benötigen sie 3 internationale oder nationale Punkte von 3 Richtern um das CAC zu erhalten. CAC
- Kastraten -ab 10 Monate: Diese Katzen werden ausgestellt, um den Titel „Premior“ zu erhalten. Dazu benötigen sie 3 internationale oder nationale Punkte von 3 Richtern um das CAP zu erhalten. CAP
- Jungtiere 6 - 10 Monate: Diese Katzen werden ausgestellt, um den Titel Juniorchampion zu erhalten. Dazu müssen benötigen sie 3 internationale oder nationale Punkte von 3 Richtern um das CACJ zu erhalten. CACJ
- Jungtiere 7 - 10 Monate
- Kitten 4 Monate – 7 Monate
- Wurfklasse : Die Wurfklasse ist im Alter von 4 Monaten
- Novizen: Rassezuordnung: Eine Katze kann nur einmal in der Novizenklasse ausgestellt werden. Die Unterschriften von zwei Richtern sind erforderlich. Die Katze muss mit „Vorzüglich“ bewertet werden, um registriert werden zu können.
- Farbbestimmungsklasse (Determinationsklasse): Hier kann man die Farbe bestimmen lassen, wenn man sich nicht sicher ist.
- Hauskatzen können den Titel „Beste Hauskatze“ erwerben.